# Ngô Đình Khôi
Ngô Đình Khôi (* 1885; † August 1945) war ein vietnamesischer katholischer Politiker in der kaiserlichen Verwaltung in Französisch-Indochina während der Kolonialzeit. Er wurde anlässlich der Augustrevolution von den Viet Minh getötet. Sein Bruder Ngô Đình Diệm bestimmte als Staatschef die Geschicke Südvietnams während des Vietnamkriegs.

## Herkunft
Ngo Dinh Khoi wurde in die einflussreiche Mandarinfamilie in Annam geboren.  Ngo Dinh Khoi war als Sohn des prominenten Mandarins Ngo Dinh Kha, der am Hofe des Kaisers Thành Thái Kanzler und Chef des Ritenministeriums war, Teil der Elite der Gesellschaft. Er absolvierte seine Schulausbildung an der Kaiserlichen Hofschule in Hue. Nach seiner Ausbildung erhielt er einen Posten am Verteidigungsministerium als Protegé des Ministers Nguyễn Hữu Bài.

## Politische Karriere
1916 wurde Ngo Dinh Khoi zum Leiter des Regentschaftsrates an den kaiserlichen Hofe berufen. 1917 wurde er als Chef des Distrikts Phu Cat in der Provinz Bình Định aufs Land geschickt. Darauf folgte ein weiterer Distriktposten in einer anderen Provinz. Nachdem sein Förderer Nguyen Huu Bai zum Premierminister aufgestiegen war, machte Ngo Dinh Khoi rasch Karriere im Regierungsapparat des Staates. 1919 übernahm er in Phu Yen einen Richterposten auf Provinzebene. 1920 wurde er als Intendant der Finanzen für die Provinz Binh Dinh abgeordnet. 1926 wurde er Vizegouverneur und schließlich 1930 Gouverneur der Provinz Quang Ngai. 1933 wurde seine Zuständigkeit als Gouverneur um mehrere Provinzen in Zentralvietnam erweitert.
Während des Zweiten Weltkriegs rückte die Kolonie mehr und mehr ins Orbit der japanischen Kriegspartei. Ngo Dinh Khoi zeigte eine große Nähe zu den japanischen Truppen, so arbeitete sein Sohn für den japanischen Regierungsvertreter in Hue. Mit seinen Verbindungen zu den Japanern schützte er die politische Organisation seines Bruders Ngo Dinh Diem vor ernsthaften Sanktionen durch die verbliebenen französischen Kolonialbehörden. Im Zuge der Entmachtung der französischen Kolonialverwaltung durch die Japaner organisierte Ngo Dinh Khoi im März 1945 eine erfolgreiche Kampagne zur Absetzung des pro-französischen Premierministers Phạm Quỳnh.

## Tod
Ngo Dinh Khoi wurde von den Viet Minh während der Augustrevolution ermordet. Dies geschah im Rahmen einer planmäßigen Aktion zur Ausschaltung potentieller politischer Gegner. Die Viet Minh begründeten die Gewalt mit der Kollaboration mit Japan durch seine fortgesetzte politische Tätigkeit und brannten auch sein Haus nieder um ein öffentliches Signal zu setzen.